# Pasquale Guion
Pasquale Guion, beneško-slovenski rimskoaktoliški duhovnik, * 1. april 1909, Bijače, Podbonesec, † 25. februar 2002, Humin.

## Odlikovanja in nagrade
Leta 1995 je prejel srebrni častni znak svobode Republike Slovenije z naslednjo utemeljitvijo: »za vse, kar je dobrega napravil za Beneške Slovence in za obstoj slovenske narodne skupnosti ter za ohranitev slovenske kulture in jezika v Beneški Sloveniji«.